# 성문 (건축)

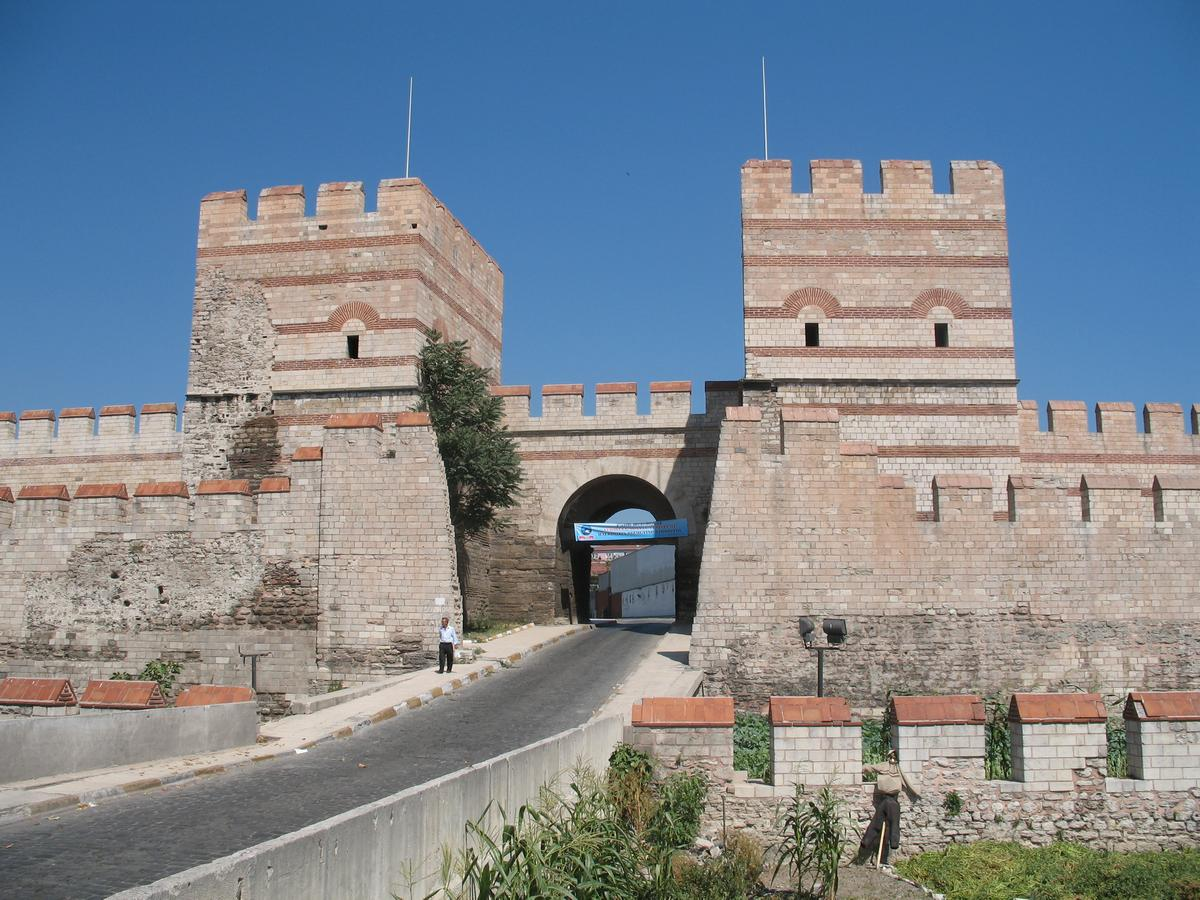

성문(城門)은 사람이나 물자가 통할 수 있도록 성곽에 뚫은 문을 말한다. 또한 일반적으로 문루를 세웠고, 그렇지 않은 것은 암문으로 따로 분류한다.

## 같이 보기
- 방벽
- 개선문